# Keiichi Suzuki (schaatser)
Keiichi Suzuki (Japans: 鈴木恵一) (Sachalin, 10 november 1942 – Tokorozawa, 21 januari 2025) was een Japans langebaanschaatser. Hij was gespecialiseerd op de sprint afstanden.
Keiichi Suzuki nam driemaal deel aan de Olympische Winterspelen (in 1964, 1968 en 1972). Op de Winterspelen van 1964 maakte hij zijn internationale schaatsdebuut en werd vijfde op de 500 meter. Op de Olympische Winterspelen 1972 in Sapporo in zijn vaderland legde hij de olympische eed namens de atleten af.
Van 1964 tot en met 1970 nam hij zeven opeenvolgende keren deel aan de Wereldkampioenschappen allround, het enige andere internationaal kampioenschap in die tijd waar de niet Europeanen aan konden deelnemen. In de jaren 1964, 1965, 1967, 1968 en 1969 behaalde hij hier de gouden afstandsmedaille en in 1966 de zilveren afstandsmedaille op de 500 meter.
In 1970 was hij present op het eerste Wereldkampioenschap sprint, toen nog als ISU Sprint Kampioenschap, waar hij op de beide 500 meters de zilveren afstandsmedaille veroverde én de zilveren medaille in het eindklassement.
Suzuki overleed op 21 januari 2025 op 82-jarige leeftijd.

## Records

### Persoonlijke records
| Afstand      | Tijd    | Datum            | Baan      |
| ------------ | ------- | ---------------- | --------- |
| 500 meter    | 38,50   | 8 maart 1970     | Inzell    |
| 1000 meter   | 1.21,3  | 8 maart 1970     | Inzell    |
| 1500 meter   | 2.11,9  | 5 maart 1964     | Karuizawa |
| 3000 meter   | 5.00,6  | 11 maart 1967    | Medeo     |
| 10.000 meter | 18.09,3 | 26 februari 1966 | Karuizawa |

### Wereldrecords
| Nr. | Afstand   | Tijd  | Datum        | Baan   |
| --- | --------- | ----- | ------------ | ------ |
| 1.  | 500 meter | 39,2  | 1 maart 1969 | Inzell |
| 2.  | 500 meter | 38,71 | 7 maart 1970 | Inzell |

#### Wereldrecords laaglandbaan (officieus)
| Nr. | Afstand   | Tijd | Datum            | Baan     |
| --- | --------- | ---- | ---------------- | -------- |
| 1.  | 500 meter | 40,1 | 15 februari 1969 | Deventer |

## Resultaten
| Jaar | WK Allround | WK Sprint | Olympische Spelen |
| ---- | ----------- | --------- | ----------------- |
| 1964 | NC26        |           | 5e 500m 31e 1500m |
| 1965 | NC31        |           |                   |
| 1966 | NC27        |           |                   |
| 1967 | NC31        |           |                   |
| 1968 | NS2         |           | 8e 500m 31e 1500m |
| 1969 | NC27        |           |                   |
| 1970 | NC33        | Zilver    |                   |
| 1971 |             | 8e        |                   |
| 1972 |             |           | 19e 500m          |

### Medaillespiegel
| Kampioenschap | Goud · | Zilver · | Brons · |
| ------------- | ------ | -------- | ------- |
| WK Sprint     | 0      | 1        | 0       |

- CiNii: DA07797760
- Bibliotheek van het Japanse parlement: 00075469
- Virtual International Authority File: 254060028